# عنابیان
عنابیان (Rhamnaceae) تیره‌ای از گل‌سرخ‌سانان اغلب درختی یا درختچه‌ای و گاهی بالارونده است با حدود ۵۰ سرده و ۹۰۰ گونه که گسترش جهانی دارند و در مناطق گرمسیری و نیمه‌گرمسیری تنوع بسیار دارند؛ برگهای آنها ساده با آرایش متقابل یا فراهم یا مارپیچی است که در برخی سرده‌ها تبدیل به خار شده و گل‌هایشان شامل چهار یا پنج کاسبرگ و چهار یا پنج گلبرگ و گاهی بدون گلبرگ با تقارن شعاعی است.